# 馬特拉查群島-馬特拉查岸 (佛羅里達州)
馬特拉查群島-馬特拉查岸（英語：Matlacha Isles-Matlacha Shores）是位於美國佛羅里達州李縣的一個人口普查指定地區。

## 地理
馬特拉查群島-馬特拉查岸的座標為26°38′10″N 82°03′46″W / 26.63611°N 82.06278°W，而該地最高點為海拔高度1米（即3英尺）。

## 人口
根據2010年美國人口普查的數據，馬特拉查群島-馬特拉查岸的面積為1.10平方千米，當中陸地面積為0.60平方千米，而水域面積為0.50平方千米。當地共有人口304人，而人口密度為每平方千米276人。